# (467) Laura
(467) Laura – planetoida z pasa głównego asteroid okrążająca Słońce w ciągu 5 lat i 21 dni w średniej odległości 2,94 j.a. Została odkryta 9 stycznia 1901 roku w Landessternwarte Heidelberg-Königstuhl w Heidelbergu przez Maxa Wolfa. Nazwa planetoidy pochodzi od bohaterki opery La Gioconda włoskiego kompozytora Amilcare Ponchiellego. Przed nadaniem nazwy planetoida nosiła oznaczenie tymczasowe (467) 1901 FY.